# Vince Grella
Vincenzo "Vince" Grella, född 5 oktober 1979, är en australisk före detta fotbollsspelare. Han spelade för Australien i både VM 2006 och VM 2010.

## Klubbkarriär

### Italien
Efter att ha spelat i olika NSL-klubbar så kom Vince Grella till Italien och Empoli 1998. Han gjorde sin debut i en 0-0-match mot Juventus. Grella hade till en början svårt att övertyga kritiker om att han var tillräckligt bra för Serie A, men efterhand blev han till slut uppskattad i Italien. Han ryktades vara på väg till Milan men hamnade till slut i Parma istället.
I Parma blev Grella utsedd till lagkapten under säsongen 2006/2007 där han hade en viktig roll när Parma undvek nedflyttning. 20 juni 2007 skrev Grella på ett 3-årskontrakt för Torino. Under första säsongen i Torino så var han ordinarie och sitt enda mål för klubben gjorde han i en match mot Fiorentina, ett mål som senare nominerades till månadens mål i Serie A.

### Blackburn Rovers
26 augusti 2008 skrev Grella på ett fyraårskontrakt med Blackburn Rovers, han ryktades även vara på väg till Fulham. Sin debut i Blackburn gjorde han i 1-4-förlusten mot West Ham United där han assisterade till Blackburns enda mål, fick gult kort och byttes ut i halvtid mot Keith Andrews. En skada höll Grella borta från fotbollen i en dryg månad innan han fick göra sin hemmadebut mot Middlesbrough, där han blev utsedd till matchens lirare. De kommande tre åren brottades Vince Grella med mycket skador och efter säsongen 2010/2011 ville Blackburn sälja, men Grellas skadehistorik gjorde att inga bud lades. Grella blev då kvar i Blackburn och gjorde bara två matcher under sin sista säsong i klubben.

### Melbourne Heart
16 oktober 2012 skrev Grella på för Melbourne Heart. 26 januari 2013 gjorde Grella sin debut mot Western Sydney Wanderers då han hoppade in i 68:e minuten. Grella drog på sig ännu en skada i den matchen och valde att avsluta karriären två dagar senare.

## Internationall karriär
Vince grella representerade Australien under OS 2000, och gjorde sin debut i A-landslaget i en träningsmatch mot England 2003. I november 2005 spelade Grella båda kvalmatcherna mot Uruguay, där Australien kvalificerade sig för VM 2006, deras första VM på 32 år. Under världsmästerskapet så spelade Grella alla Australiens matcher och blev nominerad till turneringens lag.
Grella var även uttagen till VM 2010.